# Wait-and-see-Strategie
Die Wait-and-see-Strategie in der Medizin ist eine Behandlungsstrategie in der Onkologie. 

## Beschreibung
Dabei wird der Tumor zunächst entfernt. In frühen Stadien kann es bei einigen Tumorarten angebracht sein, auf eine Strahlentherapie und Chemotherapie zu verzichten und zu beobachten, wie sich Blutwerte und Tumormarker, sowie engmaschige bildgebende Untersuchungen, entwickeln. Ein Beispiel für einen solchen Tumor ist ein nicht-metastasiertes Seminom.
Man wartet also und sieht (daher wait and see), ob die Entfernung des Primärtumors schon ausreicht. Eine engmaschige Kontrolle mit entsprechender Compliance des Patienten ist dabei eine notwendige Bedingung (condicio sine qua non).

## Abgrenzung
Im Gegensatz dazu wird beim Beobachten und Abwarten (engl. watchful waiting oder active surveillance) der Primärtumor zunächst nicht operiert, sondern die Entwicklung des Tumors beobachtet. Die Begriffe werden in der täglichen Praxis allerdings oft vermischt.